# Международная олимпиада по астрономии и астрофизике
Международная олимпиада по астрономии и астрофизике (англ. IOAA, International Olympiad on Astronomy and Astrophysics) — ежегодное соревнование по астрономии для школьников. Это одна из международных олимпиад школьников.
Олимпиада была основана после раскола внутри Международной астрономической олимпиады.
Первая олимпиада была проведена в городе Чиангмай (Таиланд) в ноябре 2007 года. Последняя на сегодняшний день проходила в Индии.

## История
Первая олимпиада была проведена в городе Чиангмай (Таиланд) с 30 ноября по 9 декабря 2007 года. Международный Совет, состоявший из руководителей команд, избрал на пятилетний срок президента (Dr. Boonrucksar Soonthornthum, Таиланд) и генерального секретаря (Dr. Chatief Kunjaya, Индонезия).
Вторая олимпиада была проведена в 2008 году, с 19 по 28 августа, в городе Бандунг (Индонезия). В ней приняли участие представители 22 стран.
Третья олимпиада была проведена в 2009 году, с 17 по 27 октября, в Тегеране. Наблюдательный тур проводился в пустыне. Представители 20 стран приняли участие в олимпиаде.
Четвёртая олимпиада была проведена в 2010 году, с 12 по 21 сентября, в Пекине. 114 участников олимпиады прибыли из 23 стран.
Пятая олимпиада была проведена в 2011, с 25 августа по 4 сентября, в польских городах Катовице, Хожув и Краков. Впервые олимпиада проходила в Европе. Представители 26 стран приняли участие в олимпиаде. В Польше Международный Совет избрал нового президента (Dr. Chatief Kunjaya, Индонезия) и генерального секретаря (Dr. Greg Stachowski, Польша). Также были избраны региональные координаторы (Dr. Thaís Mothé Diniz, Бразилия, для Америки и Dr. Aniket Sule, Индия, для Азии).
Шестая олимпиада была проведена в 2012 году, с 4 по 13 августа. Впервые олимпиада проходила в Америке в бразильских городах Рио-де-Жанейро и Васорас. В олимпиаде приняли участие представители 28 стран.
Седьмая олимпиада была проведена в 2013 году, с 27 июля по 4 августа в греческом городе Волос. В олимпиаде приняли участие 39 команд из 35 стран, в том числе впервые присутствовали команды США, Новой Зеландии, Канады, Малайзии, Армении, Республики Македония и Кипра.

### Список олимпиад
| №  | Год  | Страна    | Город                     | Абсолютный победитель  |
| -- | ---- | --------- | ------------------------- | ---------------------- |
| 1  | 2007 | Таиланд   | Чиангмай                  | Suwun Suwunnarat       |
| 2  | 2008 | Индонезия | Бандунг                   | Dastan Madymarov       |
| 3  | 2009 | Иран      | Тегеран                   | Nitin Jan              |
| 4  | 2010 | Китай     | Пекин                     | Przemysław Mraz        |
| 5  | 2011 | Польша    | Хожув / Катовице / Краков | Stanislav Fort         |
| 6  | 2012 | Бразилия  | Рио-де-Жанейро / Васорас  | Motiejus Valiūnas      |
| 7  | 2013 | Греция    | Волос                     | Daniyar Shermatov      |
| 8  | 2014 | Румыния   | Сучава                    | Denis Turcu            |
| 9  | 2015 | Индонезия | Магеланг / Семаранг       | Joandy Leonata Pratama |
| 10 | 2016 | Индия     | Бхубанешвар               | Ameya Patwardhan       |
| 11 | 2017 | Таиланд   | Пхукет                    | Aleksej Jurca          |
| 12 | 2018 | Китай     | Пекин                     | Stanislav Tsapaev      |
| 13 | 2019 | Венгрия   | Кестхей и Хевиз           | TBD                    |
| 14 | 2020 | Колумбия  | Богота                    | TBD                    |
| 15 | 2021 | Сербия    | Белград                   | TBD                    |
| 16 | 2022 | Россия    | Санкт-Петербург           | TBD                    |

Замечание: Страны-хозяева, начиная с 2015 года, были выбраны предварительно на седьмой олимпиаде.

## Формат проведения
Каждый год IOAA проводится в новой стране, которая должна покрыть расходы всех команд (включая проживание, питание, экскурсии, призы, и т. д.). При отсутствии регистрационного взноса участвующие страны должны только покрыть транспортные расходы.
Каждая страна-участница посылает одну команду, состоящую из не более чем 5 школьников (или студентов, которые закончили своё обучение менее чем за год до олимпиады), сопровождаемых 2 руководителями команд, обычно учёными или преподавателями. Кроме того, страна-хозяйка имеет право на участие дополнительной команды.

### Состязание
Отличительной чертой состязаний по астрономии является большое значение знания неба и проведение систематических наблюдений. Поэтому участники должны показывать и теоретические, и практические знания и навыки. Кроме того, очень важно уметь работать в команде.
Состязание на IOAA состоит из четырёх туров:
1. Теоретический тур: до 2016 состоял из 15 коротких задач и 2 или 3 длинных задач, которые необходимо решить за 5 часов. С 2016 года тур состоит из 2 длинных, 4 средних и 5 коротких задач, на которые также отводится 5 часов. Этот тур даёт 50 % от итоговой оценки.
2. Практический тур: задания по анализу данных, полученных профессиональными астрономами, которые необходимо решить за 4 часа. Этот тур даёт 25 % от итоговой оценки.
3. Наблюдательный тур: вопросы, касающиеся наблюдений неба (на реальном небе или в планетарии), распознавание звёзд, созвездий, туманностей, больших кругов, и т. д. Этот тур даёт 25 % от итоговой оценки.
4. Командный тур: отдельное состязание, никак не влияющие на индивидуальные результаты участников,, в котором национальные команды получают пакет из теоретических и практических заданий, решение которых требует личных и командных усилий.

Хотя официальный рабочий язык IOAA это английский, задания каждого тура переводятся заранее, руководителями команд каждой страны, на родные языки участников.
Страна-хозяйка должна обеспечить жюри, которое должно подготовить задания и проверить их. Но руководители команд играют важную роль в следующем:
- Жюри представляет вариант заданий и руководители команд обсуждают каждое задание, предлагая изменения и, в некоторых случаях, заменяя задание;
- Затем руководители команд переводят задания на национальный языки, чтобы каждый участник мог использовать задания на своём родном языке;
- Руководители команд получают копии работ участников с оценками, поставленными жюри. Если руководитель команды не согласен с некоторыми оценками, он/она может подать жалобу в апелляционный комитет;

### Призы
Критерии для получения призов следующие:
- золотые медали получают участники с результатом между 100 и 90 %
- серебряные медали получают участники с результатом между 90 и 78 %
- бронзовые медали получают участники с результатом между 78 и 65 %
- похвальные отзывы получают участники с результатом между 65 и 50 %

Замечание: за 100 % берётся среднее арифметическое трёх лучших результатов.
Кроме того, участник с лучшим результатом получает специальный приз абсолютный победитель. Участники с лучшими результатами в каждом туре (теоретический, практический и наблюдательный) также получают специальные призы. Кроме того, каждая страна-хозяйка может предлагать другие специальные призы (в 2009, Иран предложил призы за самое творческое решение, самое лаконичное решение, самый искусный наблюдатель).

## Победители

### Командное состязание
На первых двух олимпиадах использовалась система сложения трёх лучших результатов каждой команды для построения официального командного зачёта. От этой системы отказались и с 2010 года проводится командный тур. Результаты этого состязания не добавляются к личным результатам участников. Таблица отражает пять лучших стран-участниц.
| Место | Год     | Год         | Год     | Год          | Год     | Год       |
| Место | 2007    | 2008        | 2010    | 2011         | 2012    | 2013      |
| ----- | ------- | ----------- | ------- | ------------ | ------- | --------- |
| 1     | Таиланд | Индия       | Таиланд | Румыния      | Китай   | Корея     |
| 2     | Индия   | Индонезия-2 |         | Иран / Индия | Корея   | Сингапур  |
| 3     | Польша  | Индонезия   |         | ---          | Румыния | Индонезия |
| 4     | Китай   | Иран        |         | Китай        | Индия   | Китай     |
| 5     | Румыния | Литва       |         | Индонезия    |         | Индия     |

### Медальный зачёт
Медальный зачёт по странам показан ниже. Таблица содержит только 10 лучших команд.
| Место | Год         | Год         | Год        | Год      | Год      | Год      | Год       | Год       | Год       | Год            | Год      | Год  |
| Место | 2007        | 2008        | 2009       | 2010     | 2011     | 2012     | 2013      | 2014      | 2015      | 2016           | 2017     | 2018 |
| ----- | ----------- | ----------- | ---------- | -------- | -------- | -------- | --------- | --------- | --------- | -------------- | -------- | ---- |
| 1     | Таиланд     | Индия       | Иран       | Индия    | Индия    | Китай    | Румыния   | Румыния   | Иран      | Россия         | Таиланд  | ?    |
| 2     | Индия       | Индонезия-2 | Индия      | Таиланд  | Китай    | Индия    | Таиланд   | Иран      | Индия     | Индия          | США      | ?    |
| 3     | Польша      | Индонезия   | Румыния    | Румыния  | Иран-2   | Чехия    | Сербия    | Сингапур  | Индонезия | Иран           | Иран     | ?    |
| 4     | Китай       | Иран        | Корея      | Китай-2  | Чехия    | Словакия | Иран-2    | Индия     | Россия    | Китай          | Индия    | ?    |
| 5     | Корея       | Китай       | Иран-2     | Иран     | Польша   | Румыния  | Словакия  | Сербия    | Таиланд   | США            | Россия   | ?    |
| 6     | Индонезия   | Литва       | Таиланд    | Корея    | Словакия | Иран     | Иран      | Россия    | Болгария  | Таиланд        | Словакия | ?    |
| 7     | Румыния     | Таиланд     | Польша     | Литва    | Болгария | Сингапур | Китай     | Индонезия | Сингапур  | Великобритания | Болгария | ?    |
| 8     | Иран        | Корея       | Белоруссия | Сербия   | Иран     | Корея    | Сингапур  | Польша    | Румыния   | Сингапур       | Словения | ?    |
| 9     | Украина     | Румыния     | Бразилия   | Польша   | Корея    | Польша   | Индонезия | Китай     | Словакия  | Сербия         | Румыния  | ?    |
| 10    | Азербайджан | Бразилия    | Сербия     | Словакия | Сербия   | Литва    | Польша-2  | Таиланд   | Китай     | Индонезия      | Китай    | ?    |

### Многократные победители
Следующая таблица представляет многократных (три и более) золотых медалистов IOAA.
| Имя            | Команда  | Год      | Год      | Год      |
| -------------- | -------- | -------- | -------- | -------- |
| Stanislav Fort | Чехия    | 2010 (8) | 2011 (1) | 2012 (2) |
| Peter Kosec    | Словакия | 2010 (5) | 2011 (4) | 2012 (5) |
| Даниил Долгов  | Россия   | 2016 (8) | 2017 (3) | 2018 (9) |

Замечание: В скобках указано занятое место. Некоторые страны (например, Индия, Индонезия, Иран) не позволяют своим школьникам участвовать более двух раз, даже когда это возможно. Таким образом, статистика по этим странам не включается в таблицу выше.